# W. G. Sebald
Winfried Georg Sebald (Wertach, 1944. május 18. – Norfolk, 2001. december 14.), W. G. Sebald vagy (ahogy jobban szerette) Max Sebald német író és akadémikus. 57 éves korában bekövetkezett halálakor a The New Yorker szerint "széles körben ismerték el a világirodalomhoz való rendkívüli hozzájárulásáért".

## Élete
Sebald a bajorországi Wertachban született Rosa és Georg Sebald három gyermeke közül a másodikként, és szülei egyetlen fiaként. 1948 és 1963 között Sonthofenben élt. Apja 1929-ben csatlakozott a Reichswehrhez, és a nácik alatt a Wehrmachtban maradt. Apja 1947-ig hadifogoly volt; anyai nagyapja, Josef Egelhofer (1872–1956) a kisvárosi rendőrtiszt volt a legfontosabb férfi jelenlét korai éveiben. Sebaldnak megmutatták a holokauszt képeit mikor az oberstdorfi iskolába járt, és később felidézte, hogy senki sem tudta, hogyan magyarázza el, amit az imént látott. Művei központi témája a holokauszt és az európai modernitás, különösen annak hadviselési és üldözési módjai. A Winfried "igazi náci név" volt számára. Családja és barátai "Max"-nak hívták.
Sebald először a Freiburgi Egyetemen tanult német és angol irodalmat, majd a svájci Fribourg Egyetemen, ahol 1965-ben szerzett diplomát. 1966 és 1969 között a Manchesteri Egyetem lektora volt. Egy évre visszatért a svájci St. Gallenbe, abban a reményben, hogy tanárként dolgozhat, de nem tudott letelepedni. 1967-ben feleségül vette osztrák származású feleségét, Utét. 1970-ben a Kelet-Angliai Egyetem (University of East Anglia) oktatója lett. Itt doktorált 1973-ban A mítosz újjáéledése: Alfred Döblin regényeinek tanulmányozása című disszertációjával. Sebald 1986-ban szerzett habilitációt a Hamburgi Egyetemen. 1987-ben kinevezték az UEA európai irodalom tanszékének elnökévé. 1989-ben a British Center for Literary Translation alapító igazgatója lett. Wymondhamben és Poringlandben élt, míg az UEA-nál volt.

## Utolsó éve

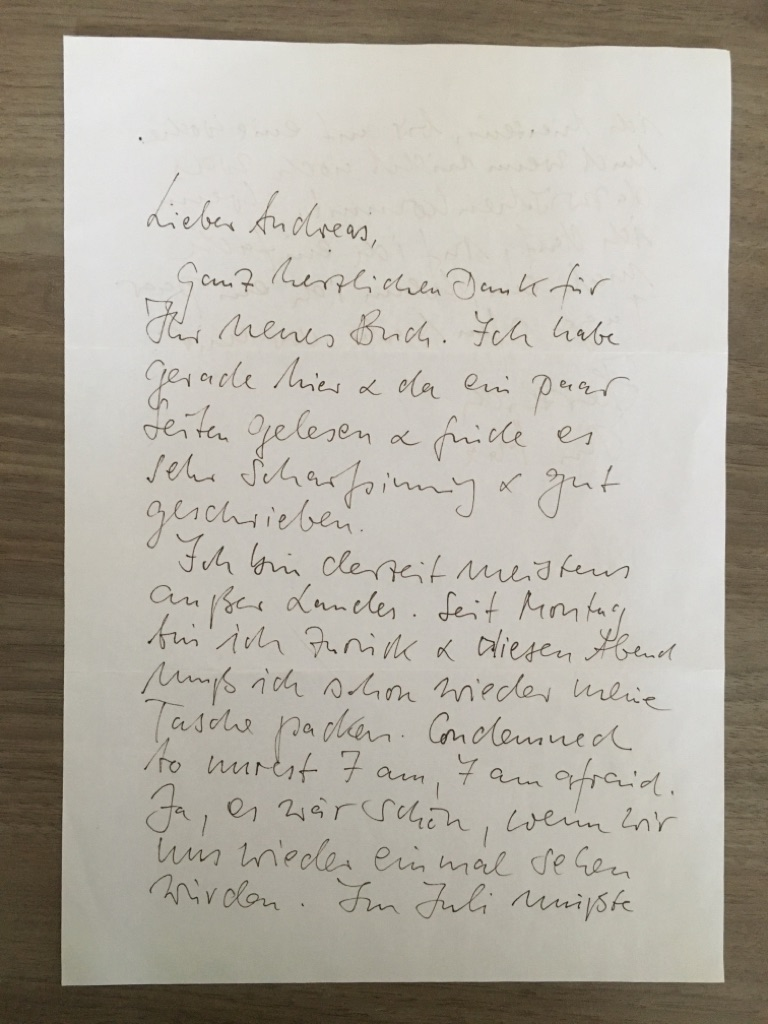
W.G. Sebald Andreas Dorschelnek, 2001. június, 1. oldal

Az Austerlitz 2001-es kiadása (német és angol nyelven egyaránt) biztosította Sebald világhírét: "Az Austerlitz-t nemzetközi szinten is lelkesen fogadták; az irodalomkritikusok frenetikusan ünnepelték; a könyv Sebaldot modern klasszikussá tette." az irodalmi Nobel-díj lehetséges jövőbeli nyertesének jósolták. Megnövekedett és még mindig növekvő hírneve miatt Nyugat-Európa-szerte keresett személy lett az irodalmi intézmények és a rádióműsorok körében. Újságok, magazinok és folyóiratok Németországból, Ausztriából, Belgiumból, Hollandiából, Nagy-Britanniából és az Egyesült Államokból sürgették interjúra. "Attól tartok, nyugtalanságra vagyok ítélve" – írta Andreas Dorschelnek 2001 júniusában, amikor visszatért az egyik útról, és elindult a következőre.
Sebald hosszú ideje tudatában volt egy veleszületett szívelégtelenségnek; egy amerikai látogatónak 2001 augusztusában úgy jellemezte magát, mint "valaki, aki tudja, hogy idő előtt el kell mennie". 2001 decemberében Norwich közelében vezetés közben halt meg. Az esemény sokkolta az irodalmi közvéleményt. Sebald lányával, Annával vezetett, aki túlélte a balesetet. A halottkém körülbelül hat hónappal a baleset után kiadott jelentése szerint Sebald szívrohamot kapott, és ebbe az állapotba halt bele, mielőtt autója átsodródott az úton, és egy szembejövő teherautóval ütközött.
W.G. Sebald a Framingham Earl-i St. Andrew templom templomkertjében van eltemetve, közel volt lakhelyéhez.

## Témái és stílusa
Sebald számos szövegét melankolikus hangvétel és szándékosan archaikus kifejezésmód jellemzi. Művei nagyrészt az emlékezet és az emlékezetvesztés (személyes és kollektív) és a hanyatlás (civilizációk, hagyományok vagy fizikai tárgyak) témáival foglalkoznak. Ezek elsősorban a második világháború traumájának és a német népre gyakorolt hatásának megbékélésére és irodalmi terminusaival való feldolgozásra irányuló kísérletek. Az On the Natural History of Destruction (1999) című esszében írt a német városok háborús bombázásairól és arról, hogy a német nyelvű írásokban nincs valódi válasz. A holokauszttal kapcsolatos aggodalmát több könyv is kifejezi, amelyek finoman nyomon követik saját életrajzi kapcsolatait a zsidókkal. Ellentétben Németország politikai és szellemi berendezkedésével, Sebald tagadta a holokauszt egyediségét: „A németek által okozott katasztrófát, bármennyire is szörnyű, semmiképpen sem egyedi eseménynek látom – bizonyos logikával fejlődött ki az európai történelemből, majd ugyanezen okból beette magát az európai történelembe." Következésképpen Sebald irodalmi munkásságában mindig megpróbálta a holokausztot a modern európai történelemben elhelyezni és kontextusba helyezni, még akkor is, ha elkerülte, hogy Németországra összpontosítson.
Sebald teljesen elutasította az 1950-es és 1970-es évek nyugatnémet irodalmának fősodrát, amelyet Heinrich Böll és Günter Grass képvisel: „Utálom [...] a német háború utáni regényt, mint a pestist.” Ironikus módon Sebald 1997-ben megkapta a Heinrich-Böll-Díjat. Szándékos ellenállást foglalt el. Jellegzetes és újító regényeit (amit többnyire egyszerűen csak "prózának" nevezett) szándékosan, kissé régimódi és kidolgozott német nyelven írta (az Austerlitz egyik passzusa tartalmaz egy nevezetes 9 oldalas mondatot). Sebald szorosan felügyelte az angol fordításokat (elsősorban Anthea Bell és Michael Hulse). Ezek közé tartozik a Vertigo, a The Emigrants, a The Rings of Saturn és az Austerlitz. Figyelemre méltóak a tények (vagy látszólagos tények), a visszaemlékezés és fikció, amelyet gyakran elmosódott fekete-fehér fényképek tarkítanak, amelyek inkább a narratívát idézik, mintsem közvetlenül illusztrálják. Regényeit európai utazások során tett megfigyelések és visszaemlékezésekként mutatják be. Száraz és huncut humoruk is van.
Sebald három verseskönyv szerzője is volt: For Years Now Tess Jaray-vel (2001), After Nature (1988) és Unrecounted (2004).

## Vita
Az Alfred Andersch nemzetiszocialista korszakban betöltött szerepének kihagyása körüli vita nagy feltűnést keltett.

## Művei
- 1969 Carl Sternheim: Kritiker und Opfer der Wilhelminischen Ära. Kohlhammer, Stuttgart
- 1980 Der Mythus der Zerstörung im Werk Döblins. Ernst Klett, Stuttgart
- 1985 Die Beschreibung des Unglücks. Zur österreichischen Literatur von Stifter bis Handke. Residenz-Verlag, Salzburg/Wien
- 1988 A radical stage: theatre in Germany in the 1970s and 1980s. (Radikale Bühne – Theater in Deutschland in den 1970er und 1980er Jahren.) Herausgegeben von W.G. Sebald. Berg, Oxford
- 1988 Nach der Natur. Ein Elementargedicht. Greno, Nördlingen 1988, ISBN 3-89190-436-3; Eichborn, Frankfurt am Main, 2001, ISBN 3-8218-4713-1; als Taschenbuch: Fischer, Frankfurt am Main 1995, ISBN 3-596-12055-1.; After Nature. London: Hamish Hamilton, English ed. 2002
  - Természet után. Elemi költemény – Európa, Budapest, 2016 (Időmérték) · ISBN 9789631434736 · Fordította: Szijj Ferenc, utószó: Kovács Edit
- 1990 Schwindel. Gefühle. Eichborn, Frankfurt am Main 1990, Reihe Die Andere Bibliothek(wd), ISBN 978-3-8218-4063-5.; Vertigo(wd) London: Harvill, English ed. 1999
  - Szédület. Érzés. – Európa, Budapest, 2010 · ISBN 9789630789097 · Fordította: Blaschtik Éva
- 1991 Unheimliche Heimat. Essays zur österreichischen Literatur. Residenz-Verlag, Salzburg/Wien
- 1992 Die Ausgewanderten Eichborn, Frankfurt am Main 1992, ISBN 3-8218-4093-5.; The Emigrants(wd) London: Harvill. (Die Ausgewanderten. Vier lange Erzählungen) English ed. 1996
  - Kivándoroltak – Európa, Budapest, 2006 · ISBN 9630774593 · Fordította: Szijj Ferenc
- 1995 Die Ringe des Saturn. Eine englische Wallfahrt. Eichborn, Frankfurt a. M. 1995, ISBN 3-8218-4130-3.; The Rings of Saturn(wd) London: Harvill, English ed. 1998
  - A Szaturnusz gyűrűi. Angliai zarándokút (Die Ringe des Saturn – Angliai zarándokút) – Európa, Budapest, 2011 · ISBN 9789630791427 · Fordította: Blaschtik Éva
- 1998 Logis in einem Landhaus. (Autorenporträts über Gottfried Keller, Johann Peter Hebel, Robert Walser u. a.) Hanser, München 1998.; A Place in the Country(wd), English ed. 2013
- 1999 Luftkrieg und Literatur Mit einem Essay zu Alfred Andersch. Hanser, München 1999.; On the Natural History of Destruction(wd) London: Hamish Hamilton, English ed. 2003
  - Légi háború és irodalom. A rombolás természetrajza – Európa, Budapest, 2014 · ISBN 9789630785068 · Fordította: Blaschtik Éva
- 2001 Austerlitz(wd) Hanser, München 2001, ISBN 3-446-19986-1; als Taschenbuch: Fischer, Frankfurt am Main 2003, ISBN 3-596-14864-2.; Austerlitz London: Hamish Hamilton, English ed. 2001
  - Austerlitz – Európa, Budapest, 2007 · ISBN 9789630782784 · Fordította: Blaschtik Éva
- 2001 For Years Now(wd) London: Short Books.
- 2003 Unerzählt, 33 Texte. Hanser, München 2003.; Unrecounted London: Hamish Hamilton, English ed. 2004
- 2003 Campo Santo. Herausgegeben von Sven Meyer. Hanser, München 2003, ISBN 3-446-20356-7.; Campo Santo London: Hamish Hamilton. (Campo Santo, Prosa, Essays) English ed. 2005
- 2008 Über das Land und das Wasser. Ausgewählte Gedichte 1964–2001. Herausgegeben von Sven Meyer. Hanser, München 2008.; Across the Land and the Water: Selected Poems, 1964–2001. English ed. 2012
- Ich möchte zu ihnen hinabsteigen und finde den Weg nicht. Zu den Romanen Jurek Beckers. In: Sinn und Form(wd) 2/2010, S. 226–234

### Díjai
- 1991: Fedor-Malchow-Lyrikpreis
- 1994: Preis der LiteraTour Nord
- 1994: Berliner Literaturpreis
- 1994: Johannes-Bobrowski-Medaille
- 1997: Mörike-Preis der Stadt Fellbach
- 1997: Wingate Literary Prize
- 1997: Heinrich-Böll-Preis
- 1999: Prix du Meilleur livre étranger (Essay, Die Ringe des Saturn)
- 2000: Joseph-Breitbach-Preis
- 2000: Heinrich-Heine-Preis der Stadt Düsseldorf
- 2002: National Book Critic's Circle Award
- 2002: Literaturpreis der Stadt Bremen
- 2002: Wingate Literary Prize

## Befolyások
Jorge Luis Borges művei, különösen az „Elágazó ösvények kertje” és a „Tlön, Uqbar, Orbis Tertius” nagy hatással voltak Sebaldra. (Tlön és Uqbar szerepel a Szaturnusz gyűrűiben.) Egy utolsó évében folytatott beszélgetés során Sebald Gottfried Keller, Adalbert Stifter, Heinrich von Kleist és Jean Paul Richter szerzőket irodalmi modelljeiként nevezte meg. Maga Sebald Thomas Bernhard osztrák regényírót tartotta munkásságának jelentős befolyásolójaként, és munkáiban tisztelgett Kafka és Nabokov (Nabokov alakja az Emigránsok mind a négy részében megjelenik).

## Emlékezete
Németországban W.G. Sebald először az 1990-es évek közepén lett ismert. Később még Nagy-Britanniában, az USA-ban (ahol főleg Susan Sontag kampányolt érte) és Franciaországban vált népszerűvé. Ma Sebald az egyik legtöbbet vitatott német nyelvű szerző. Műveit számos nyelvre lefordították. Michael Hamburger író, akivel közeli barátságban volt, Sebald számos művét lefordította angolra.

### Sebaldweg
Az író emlékére 2005-ben Wertach városa tizenegy kilométer hosszú sétányt hozott létre Sebaldweg néven, az oberjochi határállomástól (1159 m) a wertachi Grüntenseestrasse 3. szám alatt található W. G. Sebald szülőházáig (915 m). Az útvonal az, amelyet a narrátor az Il ritorno in patria-ban, W. G. Sebald Vertigo ("Schwindel. Gefühle") utolsó szakaszában tett meg. Útközben hat sztélét állítottak fel a könyvből az adott topográfiai helyre vonatkozó szövegekkel.

### Sebald Copse
A norwichi East Anglia Egyetem területén egy kerek fapad vesz körül egy bükkfát, amelyet W. G. Sebald családja ültetett 2003-ban az író emlékére. Az író egykori tanítványai által adományozott többi fával együtt a területet "Sebald Copse"-nak hívják. A padon, amelynek formája a Szaturnusz gyűrűi-t idézi, Unerzählt ("Elmondatlan") utolsó előtti költeményének felirata van: "Unerzählt bleibt die Geschichte der abgewandten Gesichter" ("Az elfordított arcok története kimondatlan marad".)

### Patience (After Sebald)
2011-ben Grant Gee elkészítette a Patience (After Sebald) című dokumentumfilmet a szerző kelet-angliai túrájáról.
A Patience (After Sebald)" hangsáv.

## Fordítás
- Ez a szócikk részben vagy egészben  a   W. G. Sebald című angol Wikipédia-szócikk fordításán alapul.  Az eredeti cikk szerkesztőit annak laptörténete sorolja fel. Ez a jelzés csupán a megfogalmazás eredetét és a szerzői jogokat jelzi, nem szolgál a cikkben szereplő információk forrásmegjelöléseként.
- Ez a szócikk részben vagy egészben  a   W. G. Sebald című német Wikipédia-szócikk fordításán alapul.  Az eredeti cikk szerkesztőit annak laptörténete sorolja fel. Ez a jelzés csupán a megfogalmazás eredetét és a szerzői jogokat jelzi, nem szolgál a cikkben szereplő információk forrásmegjelöléseként.